# Diedro (aeronáutica)

Exemplo mais comum de uma asa diédrica.

O termo diedro (ou diédrico) em aeronáutica, é o ângulo entre as asas esquerda e direita (ou superfícies da cauda) de uma aeronave. 

## Características e finalidade
O termo "diédrico" também é usado para descrever o efeito da derrapagem na rotação da aeronave.
- "ângulo diedrico" ou "diedro positivo" é o ângulo ascendente da horizontal das asas ou cauda de uma aeronave de asa fixa.[1]
- "ângulo anédrico" ou "diedro negativo" é o ângulo descendente da horizontal das asas ou cauda de uma aeronave de asa fixa.[1]

O ângulo diedro tem uma forte influência no "efeito diédrico", que leva o seu nome. O efeito diédrico é a quantidade de momento de rotação produzida em proporção à quantidade de derrapagem. O efeito diédrico é um fator crítico na estabilidade de uma aeronave em relação ao eixo de rotação (o modo espiral). Também é pertinente à natureza da oscilação de rolamento holandês de uma aeronave e à capacidade de manobra em torno do eixo de rotação.
Conforme o ângulo das asas em relação à horizontal, as asas podem ser ditas: "diédricas", "anédricas" ou "poliédricas".